# Koziołek (Mazovie)
Pour les articles homonymes, voir Koziołek.
Koziołek (prononciation : [kɔˈʑɔwɛk]) est un village polonais de la gmina de Grabów nad Pilicą dans le powiat de Kozienice de la voïvodie de Mazovie dans le centre-est de la Pologne.
Il se situe à environ 5 km au sud-est de Grabów nad Pilicą (siège de la gmina), 25 km au nord-ouest de Kozienice (siège du powiat) et à 61 km au sud de Varsovie (capitale de la Pologne).
Le village possédait une population d'environ 90 habitants en 2006.

## Histoire
De 1975 à 1998, le village appartenait administrativement à la voïvodie de Radom.